# Anthony Lemke
Roger Anthony Lemke (ur. w Ottawie, w prowincji Ontario) – kanadyjski aktor, scenarzysta i producent filmowy, najlepiej znany jako Trójka, czyli Marcus Boone z serialu science-fiction Dark Matter.

## Filmografia

### Filmy fabularne
- 2000: American Psycho jako Marcus Halberstram
- 2009: Druga strona medalu (Reverse Angle, TV) jako Harry Griggs
- 2010: Twarze w tłumie (Faces in the Crowd) jako Bryce #3
- 2013: Świat w płomieniach (White House Down) jako kapitan Hutton

### Seriale TV
- 1997: Nikita (La Femme Nikita) jako strażnik
- 1999: Czynnik PSI (PSI Factor: Chronicles of the Paranormal) jako Marc Hagan
- 2000: Królowa miecza (Queen of Swords) jako kapitan Marcus Grisham
- 2000: Życie do poprawki (Twice in a Lifetime) jako młody Hugh
- 2000: Łowcy skarbów (Relic Hunter) jako Brad
- 2001: RoboCop (RoboCop: Prime Directives) jako James Murphy
- 2001: Ziemia: Ostatnie starcie (Earth: Final Conflict) jako Gren
- 2009: The Listener: Słyszący myśli (The Listener) jako detektyw sierżant Brian Becker
- 2009: Detektyw Murdoch (Murdoch Mysteries) jako Henry Bixby
- 2011: XIII (XIII: The Series) jako Markle
- 2011: Magazyn 13 (Warehouse 13) jako Michael Martin
- 2011: Punkt krytyczny (Flashpoint) jako Wild Card
- 2012: Zagubiona tożsamość (Lost Girl) jako Ryan Lambert
- 2012: Blue Mountain State jako Ryan Lambert
- 2013: Czarownice z East Endu (Witches of East End) jako Harrison Welles
- 2015–2017:  Dark Matter jako Trójka, czyli Marcus Boone